# 東晋

東晋
晋

前秦と東晋。

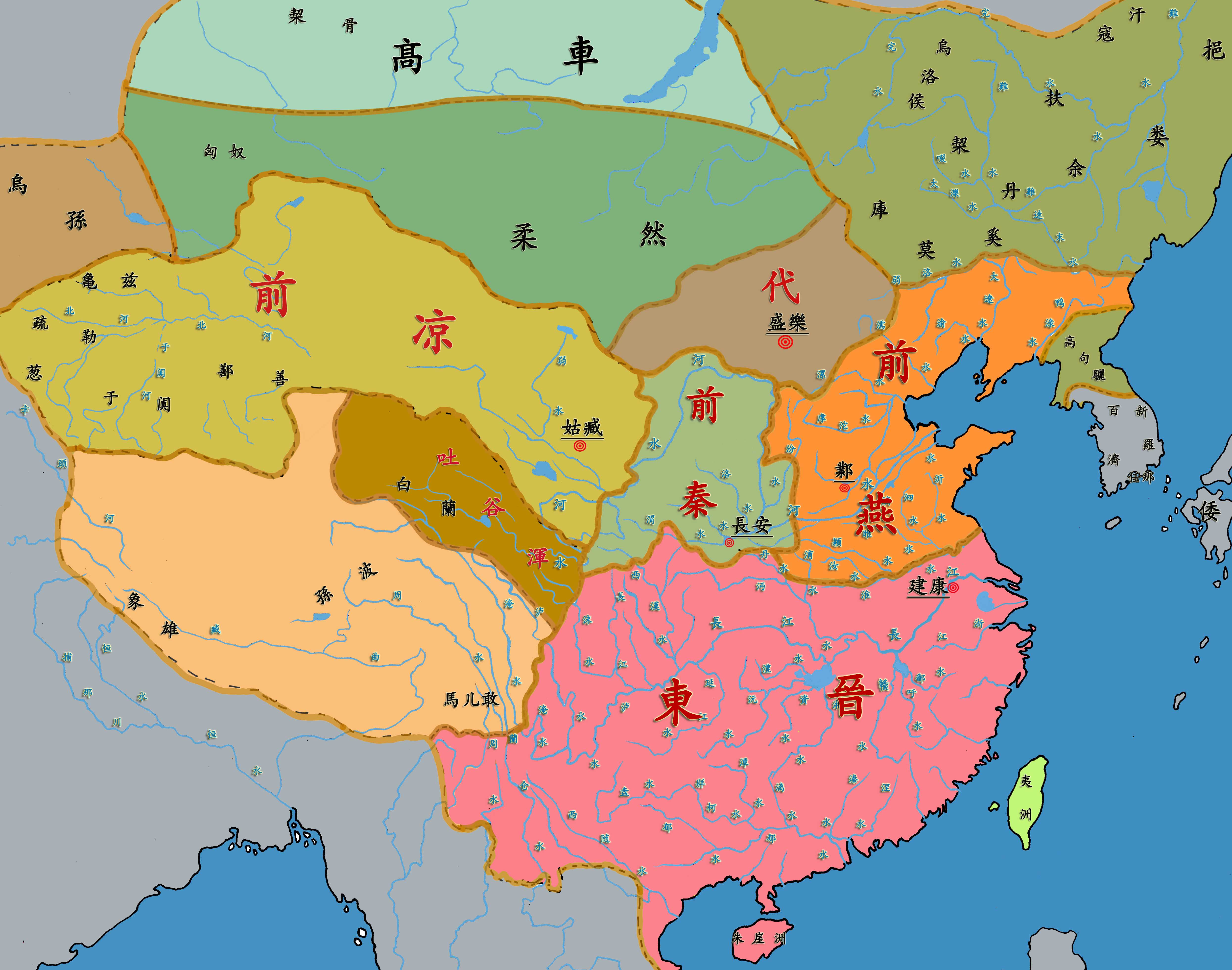
前涼・前秦・前燕と東晋。

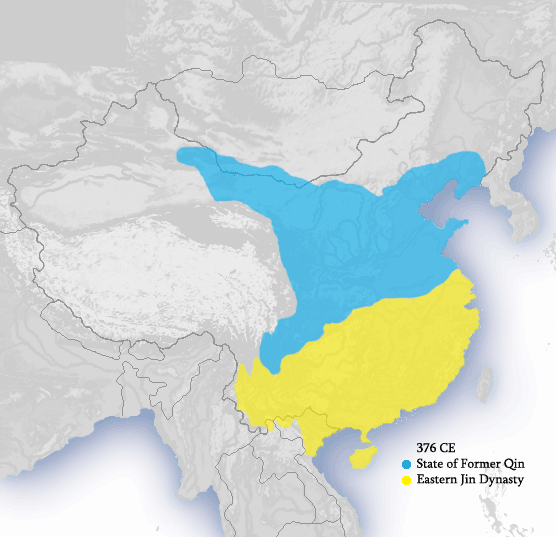
前秦（水色）と東晋（黄色）の領域

東晋（とうしん、拼音: Dōngjìn）は、中国の西晋王朝が劉淵の漢（後の前趙）によって滅ぼされた後に、西晋の皇族であった司馬睿によって江南に建てられた王朝である（317年 - 420年）。西晋に対し史書では東晋と呼んで区別するが、また西晋と併せて晋と総称される。

## 歴史

### 西晋の滅亡
265年12月に曹魏から禅譲を受けて建てられた西晋は、280年3月に江南の孫呉を滅ぼして中国を統一した。しかし始祖の武帝（司馬炎）が290年4月に崩御すると、後継者の司馬衷（恵帝）が暗愚なこともあって皇族間で流血の内紛、八王の乱が開始されて西晋は大混乱に陥った。八王の乱末期の304年には匈奴の大首長劉淵により漢（後の前趙）が河北に建てられ、さらに蜀でも成漢が建てられるなど異民族の反乱、いわゆる永嘉の乱が激しさを増した。八王の乱は最終的に、306年11月に東海王司馬越によって恵帝が毒殺され（病死説もあるが、毒殺の可能性も示唆されている）、12月にその異母弟である懐帝司馬熾が第3代皇帝に擁立されることで終焉した。以後、西晋では司馬越が主導して体制の再建が図られ、江南にはその命令で江南軍方面司令官・安東将軍・都督揚州諸軍事に任命された皇族の琅邪王司馬睿が、華北第一の貴族王導と共にわずかな供回りと一部の皇族を連れて赴任した。
孫呉が滅亡した後の江南は、西晋の支配の下でそれぞれの地元豪族が結束しており、八王の乱や永嘉の乱が華北で激しさを増す中で比較的平穏だったことから、戦火を避けて難民が移動する避難地域と化していた。司馬睿赴任の前には西晋の下級官吏の陳敏が自立の気配を見せたが、江南の豪族は協力を拒否して寿春にいた西晋軍と呼応して307年に陳敏を討ち、西晋に服従して社会の安定に努めていた。
司馬越は漢（前趙）・成漢などの異民族国家や叛徒の討伐、西晋の体制再建に尽力したが、一方で自らに独裁権を集中するために偽詔を発して自ら丞相を称し、さらに懐帝の側近や親族を粛清したりしたため、次第に懐帝と司馬越の対立が表面化した。311年1月になると両者の対立は頂点に達し、司馬越は洛陽から項城に移って対峙したが、懐帝は3月になると諸国の方鎮に司馬越討伐の勅命を発した。この中で、司馬越は憂憤のうちに病死した。司馬越の死により、八王の乱後に辛うじて政権を保っていた西晋は大混乱に陥る一方で、漢はこの好機を見逃さず、4月に漢の武将石勒は旧司馬越配下の10万の将士を攻め、これを破って王衍ら10万人を捕殺した。これにより西晋軍の主力は完全に崩壊し、前年に劉淵が崩御した後に紆余曲折を経て即位していた子の新帝劉聡は、311年6月に一族の劉曜、武将の王弥・石勒に命じて大挙洛陽を攻め、略奪暴行の限りを尽くさせた（永嘉の乱）。
この永嘉の乱により、洛陽は破壊され何万人もが殺害され、懐帝は玉璽と共に前趙の都平陽に拉致され、恵帝の皇后羊氏に至っては劉曜の妻とされた。懐帝は生かされたものの、劉聡により奴僕の服装をさせられ、酒宴で酒を注ぐ役や杯洗い、劉聡外出の際には日除けの傘の持ち役にされたりという屈辱を与えられ、人々からは晋皇帝のなれの果てと嘲り笑われて、屈辱を嘗めつくした後の313年1月に処刑された 。こうして西晋は事実上滅亡した。
懐帝が処刑されたことにより、長安にいた懐帝の甥の司馬鄴（愍帝）は313年4月に即位して漢に抵抗した。しかし長安も漢の劉曜により攻撃され、晋軍は抵抗するが連敗した。またこの愍帝の政権は、華北に残存していた西晋の残党により建てられた極めて脆弱な政権で、支配力は長安周辺にしか及ばない関中地域政権でしかなく、その長安は八王の乱で既に荒廃していたために統治力も無く、さらに西晋の諸王も援軍に現れなかったため、316年に長安が陥落して洛陽と同じく略奪殺戮の巷となり、愍帝は漢に降伏し、平陽に拉致された。こうして西晋は完全に滅亡した。愍帝は生かされたが、懐帝同様の扱いを受けた後、317年12月に漢の劉聡により殺された。これにより、司馬炎の系譜であった西晋の皇統は断絶した。

### 東晋の建国
この間、江南にあった司馬睿は愍帝から侍中・左丞相・大都督・陝東諸軍事に任命されていたが、愍帝が降伏すると317年3月に晋王を称して建武と改元した。そして愍帝が殺されると318年3月に皇帝に即位し（元帝）、建康に都して晋を再興した（東晋の成立）。
なお、首都の旧名は建業であったが、愍帝の諱の「鄴」と重なるため、建康と改名されることになった。
元帝は江南における政権確立のため、王導の政治力を借り、また華北から亡命してきた皇族・貴族らの人材を取り入れていくことになるが、これは元帝が即位前に名声を得ておらず、江南の民衆を心服させられなかったことが一因している。ただ元帝・王導らは、政権確立の過程において将軍府の要職を在地の江南人によらず北来の亡命人で独占するという体制をとったために在地の江南豪族の不満を買い、江南随一の豪族周氏により反乱を起こされたりもしている。一方でそもそも江南豪族も決して一枚岩ではなかったため、これらの反乱は鎮圧された。以後、王導の主導の下に東晋政権は確固たる地盤を築いていくことになる。
このような中で忠勇の軍人による北伐、中原快復運動も行なわれ、その中で最も気を吐いたのは奮威将軍・豫州刺史の祖逖であり、祖逖は華北に攻め入ると後趙相手に奮闘して河北の南部を奪取するまでに至ったが、当時の東晋の軍事力不足と元帝の消極政策、さらに内乱などもあり、北伐は最終的には失敗した。

### 王敦の乱
元帝自身も華北から来た余所者であり、強力な権力・軍事力を有しているわけではなく、反乱鎮圧などで軍権を得ていた王敦（王導の従兄）の勢力が強大化して「王と馬と天下を共にす」とまで言わしめるようになり、元帝は王敦と王導を中枢から遠ざけて王氏一族の勢力を押さえ込もうとした。この施策に激怒した王敦は322年1月、挙兵して君側の奸である劉隗・刁協らを除くと称して武昌で挙兵し、建康守備の要衝である石頭城を落として政府軍を大いに破った。元帝は王敦に勅使を送って謝罪し、この反乱は一応の決着を見たが、それからほどなく322年に元帝は崩御した。
元帝の崩御により、長男の司馬紹（明帝）が即位した。明帝は勇決の人として評判が高く、そのため沈静化されていた王敦と明帝の間が再び緊迫しだした。さらに王敦配下による粗暴な振る舞いが目に余るようになり、次第に多くの人々からの反感も買い、遂には同族の王導からも王敦は半ば見捨てられるようになった。このような事態を見た明帝は、北方の淮水流域を守護していた祖約や蘇峻らを建康に召還して王敦討伐を命じた。この戦いの最中の324年に王敦は病死して明帝の勝利に終わり、王敦一派はことごとく誅殺された（王敦の乱）。

### 庾亮・王導の治世
その後明帝は皇帝の権力の強化を図るが、325年に若くして崩御した。その際明帝は後継者に幼い息子の司馬衍（成帝）を指名し、王導・庾亮・温嶠らに輔政せよとの遺詔を発した。3人のうちで庾亮は明帝の皇太子時代に侍講を務め、妹が皇后となって寵愛を受けた人物だったため、成帝即位後は外戚として重きをなし、朝政を専断するようになった。庾亮は厳格な法治主義を行ったため、王導の穏健政策と真っ向から対立し、人心を次第に失った。
庾亮の施政には軍人の祖約や蘇峻らからも不満が高まり、327年には庾亮が蘇峻の軍権を解いて自らの弟に与えようとしたため、遂に不満が爆発して蘇峻は祖約や西陽王司馬羕まで巻き込んでの反乱を起こした（蘇峻の乱）。歴陽で挙兵した蘇峻は一気に建康に迫り、ここで大規模な略奪を行って放火した。しかし肝心の庾亮を取り逃がし、蘇峻は建康で無闇に人民を襲っては苦しめたため、かえって人心を失った。
江州に逃れた庾亮は、温嶠や陶侃・郗鑒らと協力して反乱鎮圧にあたり、329年に石頭攻防戦で蘇峻軍を大いに破って蘇峻を斬り、反乱を平定した。しかしこの反乱で建康は荒廃し、遷都するべきという議が起こった。候補地は豫章か会稽であったが、王導が強硬に反対したために沙汰止みとなり、以後は王導が東晋を主導した。
だが339年に王導が、340年には庾亮が死去し、344年には庾冰、345年には庾翼、346年には何充といった有力人物が相次いで死去する。そして成帝が342年に崩御し司馬岳（康帝）が即位するが、康帝は344年に崩御し司馬聃（穆帝）が即位する。

### 桓温の覇権
次に政権を握ったのは西府軍総帥として荊州の軍を率いた桓温であった。桓温の父の桓彝は、王敦・蘇峻の反乱で功績を立てたが、後者の乱の際に戦死している。桓温は345年に荊州刺史になると、当時既に皇室内の内訌で末期状態にあった四川の成漢を攻め、347年にこれを滅ぼす大功を立てた。これにより東晋は江南と蜀を合わせた一大国家となり、また桓温の権力も強大化した。
当時、華北では後趙が覇権を握っていたが、第3代皇帝石虎が崩御すると熾烈な後継者争いが始まり、大混乱の状態にあった。この中で華北における漢人勢力には東晋に帰属を願う者も多かったため、北府の殷浩らは北伐を行なおうとした。この殷浩は桓温とは竹馬の友であったが、桓温同様に軍事力に長けていたことから成漢滅亡で権力を得た桓温に対抗するために擁立されていた人物だった。桓温はこの北伐が失敗することを見抜いて自らは出陣せずに部下を送り、その見立てどおり352年に北伐した殷浩は許昌に至るも武将張遇の反乱により進軍を止められ、姚襄の軍に大敗し、責任を問われて流罪にされ、桓温は殷浩の軍権も掌握するに至った。
その後、桓温は自ら北伐を行ない、湖北から長安にまで攻め入り、さらに東進して洛陽を落としてその帝陵を修復し、356年に凱旋した。これらの武勲により、桓温の権力と権威は東晋において揺るぎないものとなる。一方で桓温は、土断の実施など内政改革にも実力を発揮した。そんな中穆帝が361年に崩御し司馬丕（哀帝）が即位するも、哀帝は365年に崩御し、司馬奕（廃帝）が即位する。一方華北東部に進出した前燕の慕容恪により洛陽が奪われたため、桓温は再び北伐を開始した。桓温は慕容垂の前に大敗し、辛うじて徐州に帰還するが、この大敗で前燕や前秦にかえって南侵されるようになり、桓温の権威と権力は大きく傷ついた。
このため桓温は自らの野望の達成を急いだ。すなわち東晋皇帝からの禅譲による新王朝創設である。その為に廃帝を371年に廃位して海西公に降格させ、司馬昱（簡文帝）を擁立した。簡文帝は翌年に崩御し、その際に桓温への禅譲の意思を示すが、だが桓温の軍府の司馬（副官）であった謝安の反対により結局司馬曜（孝武帝）が即位する。その後も謝安の禅譲引き延ばし工作などもあり実現せず、重病に倒れた桓温は373年に失意のうちに世を去った。

### 謝安の治世
桓温の死後、政権を握ったのは謝安であった。この謝安は王導の再来とも言われるほど寛容な政策と巧みな政治バランスによる政権運営をこころがけた。桓温没後の桓氏に対しては桓豁と桓沖ら一族に荊州の軍権を与えることで内乱を避けた。一方で、北府の総帥には一族の謝玄を登用して政軍のバランスを保つという老練な対応をとった。
この頃、華北は376年に前秦の苻堅により統一され、東晋では前秦の南下が脅威となっていた。383年には苻堅が親征し、前秦の公称100万とも112万とも称される大軍の攻撃を受ける。しかし謝安により登用された謝玄・劉牢之・何謙ら勇将の奮戦もあり、数で圧倒的に劣った東晋軍は前秦軍を撃退した（淝水の戦い）。
この勝利により、謝安は以後も東晋を運営していく。しかし孝武帝が成長し、またその弟の司馬道子が次第に謝安を政敵として対立したため、晩年の謝安政権は思うように運営がままならなかった。そして385年に謝安は死去した。

### 桓玄の簒奪と再興
謝安の死後、政権を握ったのは皇弟の司馬道子であった。兄の孝武帝が次第に酒色に溺れて政務に関心を示さなくなったため、司馬道子が実権を握ることになった。ところがこの道子も安楽の生活に溺れて権力を私物化したため、東晋は内部から腐敗と崩壊の道を歩みだした。そして396年には張貴人によって孝武帝が暗殺され、司馬徳宗（安帝）が即位した。
このような政治情勢のため一気に社会不安が高まり、それが399年に五斗米道の指導者孫恩による宗教反乱という形で爆発した（孫恩の乱）。この反乱で建康は危機的状況に陥るが、北府軍の劉牢之と劉裕により鎮圧された。この反乱で東晋皇帝の無力化が露呈し、以後は軍閥に皇帝が左右されるようになる。
この反乱を契機として、桓温の遺児桓玄は孫恩軍鎮圧を名目に西府軍を動かし建康に迫った。司馬道子にはこれを撃退する力はなく、北府の劉牢之を動かして対抗しようとしたが、北府軍は西府軍に味方したため、建康は陥落して司馬道子は殺された。
桓玄は首都に入城して政敵を排除すると、安帝を廃して自ら皇帝に即位し、国号を楚として（桓楚）親子2代にわたる宿願を果たした。一方で桓玄は北府軍を圧迫して劉牢之を自殺に追い込んだため、北府軍の怒りを買った。劉牢之の死後、北府軍のリーダーとなった劉裕は挙兵して桓玄を破って首都を奪回、さらに荊州に逃れて再起を図った桓玄を再び破り、荊州から蜀に逃亡しようとした桓玄を殺害、廃帝となっていた安帝を復位させて東晋を再興した。

### 劉裕の簒奪と滅亡
再興されたとはいえ、もはや東晋皇帝に権力は全くなく、再興の功労者である劉裕が政軍を掌握した。劉裕は山東半島にあった鮮卑の南燕を北伐して滅ぼした。さらに孫恩の妹婿の盧循が水路から首都に迫ると、劉裕はこの反乱軍を石頭に迎え撃って大破し、さらに追撃して交州まで派兵して411年までに完全に滅ぼした（盧循の乱）。417年には関中に進出して後秦を滅ぼしたが、この時は江南で不測の事態が起こることを恐れて帰還し、奪った華北の領土もほとんどが異民族国家により奪取された。
これらの武勲により強大な権力を得た劉裕は、安帝を殺してその弟の恭帝を擁立した。そして420年、劉裕は恭帝から禅譲を受けて南朝宋が開かれ、東晋は滅亡した。

## 社会

### 帝権
東晋は非常に皇帝権力が限定的で、土着勢力および西晋の亡命貴族が司馬氏を推戴する形式となっていた。これは初代の元帝自身が華北から来た余所者であり、土着勢力の協力なしでは何もできなかったためである。元帝はこのような事態を打開するため、新しい側近を得て西晋同様に要職を独占していた北来貴族出身である王氏、謝氏、桓氏など有力氏族を排除しようとしたこともあるが、逆に王氏に反乱を起こされて「王馬（王と司馬の両氏）天下を共治す」「直ちに兵をやめよ。朕は琅邪の地に帰さん」と述べるほどだった。元帝没後も皇帝は有力者に左右されて廃立を繰り返され、ある時はその有力者に首都を落とされたりもしているが、これは東晋皇帝に権力がないことを示しているといえる。魏から帝位簒奪した司馬氏の歴史も皇室権威の低下につながったが、これにはもともと東晋皇族が西晋皇帝の直系でなく傍流であることも一因している。
東晋の権力構造を見てみると、大きく分けて帝権と相権（宰相権力）、方鎮権（軍事権力）が存在している。帝権の掌握者はもちろん皇帝であったが、相権の掌握者は必ずしも丞相に就いた者ではなく、録尚書事ないしは中書令であり、かつまた揚州刺史に就任した者、つまりは中央における最高権力者である。また方鎮権の掌握者は地方軍団の長官である。このように権力体が分立している要因は、東晋王朝の流寓政権という性格から起因するものとして、この権力分立の中で、王導・庾冰・桓温・謝安ら歴代の相権掌握者は、一族の者に方鎮権を握らせる事により軍事力を確保し、文武両面から弱体化された皇帝権力を抑止したのである。

### 軍事
軍事面では、国防上の必要から首都周辺と荊州北部に2大駐屯地が設置され、王敦と蘇峻の反乱鎮圧に功績を挙げた郗鑒・陶侃がそれぞれの場所に軍団を置き、この両名の軍隊を母体として前者を北府、後者を西府と称していた。この内、北府軍の長官すなわち総帥は鎮北将軍・征北将軍に任命されて東晋の北方の守備を、西府軍の総帥が安西将軍・征西将軍などに任命されて湖南・湖北などの肥沃で広大な領域を支配して軍政民政機関として大きな権力を握った。この両府体制は、ばらばらで混成的政権であった東晋を二大軍事勢力の微妙な均衡により支えられる安定した政権構造へと変容させていった。

### 経済・農民
漢代には江南（長江流域）は、中原（黄河流域）と比較すると人口の少ない後進地域であったが、三国時代より華北からの避難民によってその増加は始まり、永嘉の乱によって華北の荒れた西晋末には勢いを増した。こうした中で東晋は、これら流民に対して初年を免税にするなど税制上の優遇措置を設けたうえで戸籍につかせ（土断）、その故郷の県や郡を江南各地で再建する（僑立する、ただし土断の過程でやがて合併）と同時に、開墾の奨励を行った。結果、元来温暖な気候と水資源に恵まれていたこともあって、同地域は経済的に華北に対抗可能なまでに急速に発展した。

## 東晋の皇帝
|            | 廟号 | 諡号            | 姓名     | 在位          | 年号                                                                     | 陵墓   |
| ---------- | ---- | --------------- | -------- | ------------- | ------------------------------------------------------------------------ | ------ |
| 1          | 中宗 | 元帝            | 司馬睿   | 317年 - 322年 | 建武 317年-318年 大興 318年-321年 永昌 322年-323年                       | 建平陵 |
| 2          | 粛祖 | 明帝            | 司馬紹   | 322年 - 325年 | 太寧 323年-326年                                                         | 武平陵 |
| 3          | 顕宗 | 成帝            | 司馬衍   | 325年 - 342年 | 咸和 326年-334年 咸康 335年-342年                                        | 興平陵 |
| 4          |      | 康帝            | 司馬岳   | 342年 - 344年 | 建元 343年-344年                                                         | 崇平陵 |
| 5          | 孝宗 | 穆帝            | 司馬聃   | 344年 - 361年 | 永和 345年-356年 升平 357年-361年                                        | 永平陵 |
| 6          |      | 哀帝            | 司馬丕   | 361年 - 365年 | 隆和 362年-363年 興寧 363年-365年                                        | 安平陵 |
| 7          |      | 廃帝 （海西公） | 司馬奕   | 365年 - 371年 | 太和 366年-371年                                                         | 呉陵   |
| 8          | 太宗 | 簡文帝          | 司馬昱   | 371年 - 372年 | 咸安 371年-372年                                                         | 高平陵 |
| 9          | 烈宗 | 孝武帝          | 司馬曜   | 372年 - 396年 | 寧康 373年-375年 太元 376年-396年                                        | 隆平陵 |
| 10         |      | 安帝            | 司馬徳宗 | 396年 - 403年 | 隆安 397年-401年 元興 402年 隆安 402年 大亨 402年-403年 元興 403年-404年 | 休平陵 |
| 東晋の中断 |      |                 |          |               |                                                                          |        |
| 桓楚       |      | 武悼帝          | 桓玄     | 403年 - 404年 | (楚)建始 403年 (楚)永始 403年-404年                                      |        |
| 東晋の復活 |      |                 |          |               |                                                                          |        |
| 10         |      | 安帝（復位）    | 司馬徳宗 | 404年 - 418年 | 元興 403年-404年 義熙 405年-418年                                        | 休平陵 |
| 11         |      | 恭帝            | 司馬徳文 | 418年 - 420年 | 元熙 419年-420年                                                         | 沖平陵 |

### 系図

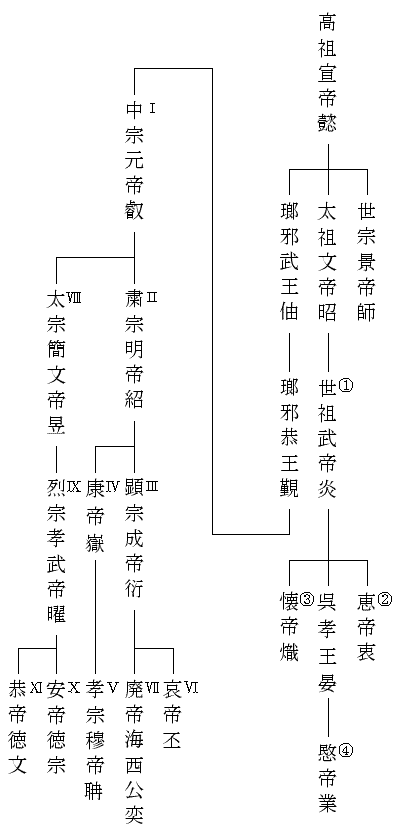
晋系図（丸囲み数字は西晋の即位順、ローマ数字は東晋の即位順）

|  |  |             |             |             |             |             |             |  |  |                  |                  |                  |                  |                  |                  |  |  | 西晋の琅邪恭王覲 |                |                |                |                |                |  |  |                 |             |             |             |             |             |  |  |
|  |  |             |             |             |             |             |             |  |  |                  |                  |                  |                  |                  |                  |  |  |                  |                |                |                |                |                |  |  |                 |             |             |             |             |             |  |  |
|  |  |             |             |             |             |             |             |  |  |                  |                  |                  |                  |                  |                  |  |  |                  |                |                |                |                |                |  |  |                 |             |             |             |             |             |  |  |
|  |  |             |             |             |             |             |             |  |  |                  |                  |                  |                  |                  |                  |  |  |                  |                |                |                |                |                |  |  |                 |             |             |             |             |             |  |  |
|  |  | I中宗元帝睿 | I中宗元帝睿 | I中宗元帝睿 | I中宗元帝睿 | I中宗元帝睿 | I中宗元帝睿 |  |  | II粛祖明帝紹     | II粛祖明帝紹     | II粛祖明帝紹     | II粛祖明帝紹     | II粛祖明帝紹     | II粛祖明帝紹     |  |  | III顕宗成帝衍    | III顕宗成帝衍  | III顕宗成帝衍  | III顕宗成帝衍  | III顕宗成帝衍  | III顕宗成帝衍  |  |  | VI哀帝丕        | VI哀帝丕    | VI哀帝丕    | VI哀帝丕    | VI哀帝丕    | VI哀帝丕    |  |  |
|  |  | I中宗元帝睿 | I中宗元帝睿 | I中宗元帝睿 | I中宗元帝睿 | I中宗元帝睿 | I中宗元帝睿 |  |  | II粛祖明帝紹     | II粛祖明帝紹     | II粛祖明帝紹     | II粛祖明帝紹     | II粛祖明帝紹     | II粛祖明帝紹     |  |  | III顕宗成帝衍    | III顕宗成帝衍  | III顕宗成帝衍  | III顕宗成帝衍  | III顕宗成帝衍  | III顕宗成帝衍  |  |  | VI哀帝丕        | VI哀帝丕    | VI哀帝丕    | VI哀帝丕    | VI哀帝丕    | VI哀帝丕    |  |  |
|  |  |             |             |             |             |             |             |  |  |                  |                  |                  |                  |                  |                  |  |  |                  |                |                |                |                |                |  |  |                 |             |             |             |             |             |  |  |
|  |  |             |             |             |             |             |             |  |  |                  |                  |                  |                  |                  |                  |  |  |                  |                |                |                |                |                |  |  | VII廃帝海西公奕 |             |             |             |             |             |  |  |
|  |  |             |             |             |             |             |             |  |  |                  |                  |                  |                  |                  |                  |  |  |                  |                |                |                |                |                |  |  |                 |             |             |             |             |             |  |  |
|  |  |             |             |             |             |             |             |  |  |                  |                  |                  |                  |                  |                  |  |  |                  |                |                |                |                |                |  |  |                 |             |             |             |             |             |  |  |
|  |  |             |             |             |             |             |             |  |  |                  |                  |                  |                  |                  |                  |  |  | IV康帝岳         | IV康帝岳       | IV康帝岳       | IV康帝岳       | IV康帝岳       | IV康帝岳       |  |  | V孝宗穆帝聃     | V孝宗穆帝聃 | V孝宗穆帝聃 | V孝宗穆帝聃 | V孝宗穆帝聃 | V孝宗穆帝聃 |  |  |
|  |  |             |             |             |             |             |             |  |  |                  |                  |                  |                  |                  |                  |  |  | IV康帝岳         | IV康帝岳       | IV康帝岳       | IV康帝岳       | IV康帝岳       | IV康帝岳       |  |  | V孝宗穆帝聃     | V孝宗穆帝聃 | V孝宗穆帝聃 | V孝宗穆帝聃 | V孝宗穆帝聃 | V孝宗穆帝聃 |  |  |
|  |  |             |             |             |             |             |             |  |  |                  |                  |                  |                  |                  |                  |  |  |                  |                |                |                |                |                |  |  |                 |             |             |             |             |             |  |  |
|  |  |             |             |             |             |             |             |  |  | VIII太宗簡文帝昱 | VIII太宗簡文帝昱 | VIII太宗簡文帝昱 | VIII太宗簡文帝昱 | VIII太宗簡文帝昱 | VIII太宗簡文帝昱 |  |  | IX烈宗孝武帝曜   | IX烈宗孝武帝曜 | IX烈宗孝武帝曜 | IX烈宗孝武帝曜 | IX烈宗孝武帝曜 | IX烈宗孝武帝曜 |  |  | X安帝徳宗       | X安帝徳宗   | X安帝徳宗   | X安帝徳宗   | X安帝徳宗   | X安帝徳宗   |  |  |
|  |  |             |             |             |             |             |             |  |  | VIII太宗簡文帝昱 | VIII太宗簡文帝昱 | VIII太宗簡文帝昱 | VIII太宗簡文帝昱 | VIII太宗簡文帝昱 | VIII太宗簡文帝昱 |  |  | IX烈宗孝武帝曜   | IX烈宗孝武帝曜 | IX烈宗孝武帝曜 | IX烈宗孝武帝曜 | IX烈宗孝武帝曜 | IX烈宗孝武帝曜 |  |  | X安帝徳宗       | X安帝徳宗   | X安帝徳宗   | X安帝徳宗   | X安帝徳宗   | X安帝徳宗   |  |  |
|  |  |             |             |             |             |             |             |  |  |                  |                  |                  |                  |                  |                  |  |  |                  |                |                |                |                |                |  |  |                 |             |             |             |             |             |  |  |
|  |  |             |             |             |             |             |             |  |  |                  |                  |                  |                  |                  |                  |  |  |                  |                |                |                |                |                |  |  | XI恭帝徳文      |             |             |             |             |             |  |  |
|  |  |             |             |             |             |             |             |  |  |                  |                  |                  |                  |                  |                  |  |  |                  |                |                |                |                |                |  |  |                 |             |             |             |             |             |  |  |

## 参考資料
- 『晋書』